# RBCiラジオ エキサイトナイター
RBCiラジオ エキサイトナイター（アールビーシーアイラジオ エキサイトナイター）は、沖縄県那覇市に本社を置く、琉球放送（RBCiラジオ）で放送されていたプロ野球中継の名前。2001年のナイターシーズンまでは、「RBCエキサイトナイター」（アールビーシーエキサイトナイター）だったが、2002年のナイターシーズンから、社内カンパニー化により変更された。レギュラー放送は2017年シーズンの放送を以て終了したが、2010年から沖縄県内で行われる公式戦の中継制作を行っており、これについては2018年以後も制作を続けている。当項ではこれについても記す。

## 放送データ

### 過去の放送時間
- ～1982年:毎日18:15～21:10
- 1983～1992年:月～金曜日18:15～21:00、土・日曜日18:00～21:00
- 1993～2003年:火～金曜日18:15～21:00、土・日曜日18:00～21:00
- 2004年:火～金曜日18:20～21:00、土･日曜日18:00～21:00
- 2005～2009年:火～日曜日18:30～21:00
- 2010～2011年:火～金曜日18:30～22:00
- 2012年:火～金曜日18:30～21:30
- 2013年:火～金曜日19:00～21:00（中継は19:03 - 20:56）
- 2014年～2015年:火～木曜日19:00～21:00
- 2016年～2017年:火曜日19:00～21:00

### 放送内容
※放送終了した2017年時点
- JRNナイター（TBSラジオ エキサイトベースボールと同内容。東京発でもTBSラジオの裏送りになることもある）

制作協力局
- 北海道：北海道放送（HBC）[* 1]
- 仙台：東北放送（TBC）
- 東京：TBSラジオ（2016年から試合によってはRFラジオ日本制作の『ラジオ日本ジャイアンツナイター』[* 2]のネット受けとなる場合もあった）[* 3][* 4]
- 名古屋：CBCラジオ[* 4]
- 大阪：朝日放送（ABC）[* 5]
- 広島：中国放送（RCC）[* 6]
- 福岡：RKB毎日放送（RKB）[* 1]

1. 1 2  主催ゲームが東京ドームで開催の場合は、TBSラジオが中継を担当することがあった。
2. ↑  1978年から1983年まで極東放送（現：エフエム沖縄）が『KHRチャレンジ・ナイター（1978年 - 1981年）』、『KHRウィークエンド・ナイター（1982年、1983年）』としてラジオ関東→RFラジオ日本制作のナイターを放送していた。
3. ↑  ヤクルト主催ゲームの中継はNRN独占となった1979年以降できない（日本シリーズおよび本拠地球場開催のオールスターゲームを除く）。1993年 - 2001年はビジターの地元局にネットしない条件付きで、横浜と巨人の対戦時の裏カードに限り中継できたが、本拠地球団所在地でないRBCでは放送可能だった（NRN独占時代の横浜主催も同時期は類似した条件で、ヤクルトと巨人の対戦時の裏カードのみ中継可能だった）。
4. 1 2  主催ゲームが静岡県内（草薙・浜松）で開催される場合、静岡放送（SBS）がJRN本番の中継を担当することがあった。
5. ↑  在阪局のJRNとNRNの担当が入れ替わる金曜日の放送を廃止した2014年以降、プロ野球中継での毎日放送（MBS）とのネット関係が途絶えていた。
6. ↑  水 - 金曜はNRN向けを自社放送としたため、別制作による裏送り分（要員の都合によってはTBSラジオやビジター側地元局に委託の場合あり）を放送していた。

### テーマ曲
- 「我らの指揮者 (Our Director) 」（F.E. Bigelow 作曲）

当番組のほか、甲子園沖縄県大会の中継など、RBCのスポーツ番組でよく使われているものである。

## 沖縄開催の試合の自社制作
2010年より、琉球放送自体が勧進元となり、沖縄セルラースタジアム那覇にて毎年2試合公式戦が行われており（2022年はRBC主催とは別に、読売新聞西部本社主催の巨人戦2試合も開催され4試合）、その際にはRBCiラジオが沖縄県向けに自社制作している。2018年以降はRBCiラジオでのプロ野球中継はオープン戦中継を含め、沖縄県内開催の試合のみとなっている。
なお、編成上の正式タイトルは『プロ野球公式戦「○○VS○○」』となっている。

### 出演者

#### 解説
いずれも本数契約。遠藤、竹岡、大宮以外は沖縄県出身の元プロ野球選手である。
- 大野倫（2010年、2019年第1戦、2021年第1戦、2022年第2戦、2023年第2戦）
- 宮里太（2011年）
- 佐久本昌広（2012年、2013年）
- 遠藤一彦（2014年第1戦、テレビ神奈川・TBSチャンネル解説者兼）[2]
- 新里紹也（2014年第2戦、2015年第1戦）
- 平良幸一（2015年第2戦）
- 糸数敬作（2016年第1戦、2017年第1戦、2018年第2戦、2019年第2戦、2021年第2戦）
- 石嶺和彦（2016年第2戦、2022年第1戦、2024年第2戦・2025年第2戦）
- 竹岡和宏（2017年第2戦）
- 大宮龍男（2018年第1戦、北海道放送解説者）
- 運天ジョン・クレイトン（2019年オープン戦）
- 大嶺祐太（2023年第1戦、2024年第1戦・2025年第1戦）

#### 実況アナウンサー・リポーター
沖縄ローカルタレントの漢那を除き、すべてRBCアナウンサー（担当当時）。
実況
- 土方浄（2018年まで実況を担当）
- 小山康昭（2010年の1試合のみ担当）
- 片野達朗（2010年以来毎年レポーター担当、2013年以降は実況も担当）
- 鎌田宏夢（2019年第1戦、2022年第1戦でレポーターを、2022年・2023年第2戦で実況を担当）

ベンチサイドレポーター　　　　　　　　　　　　　　　　　　　　　　　　　　　　　　　　　
- 與那嶺啓（2012年、2014年）
- 田久保諭（2011年、2013年の第2戦を担当）
- 漢那邦洋（2010年）
- 宮城杏里（2015年第1戦）
- 仲田紀久子（2017年第1戦）
- 嘉大雅（2018年第1戦）
- 仲村美涼（2018年第2戦、2019年第2戦）
- 本行慶子（2022年第2戦、2023年第1戦・2戦、2024年第1戦・2戦）
- 神谷留菜 (2025年第1・2戦)

### 実績
- 琉球放送はJRN単独局のため、中継のネットや予備試合の組み入れも基本的にJRN系列各局のみ[3]が関わってくることになるが、年によっては便宜上NRN系列の中継状況も合わせて述べる。なお、開催は全てナイターで2019年まで・2022年以降（2022年は2カードとも）は火・水曜、2021年（中止となった2020年も）は土・日曜の開催となっている。

2010年6月29・30日の横浜対ヤクルト戦の中継
試合開始時刻が19:00ということや制作費削減の都合もあり、中継担当局であるTBSラジオは中継体制を取らず、琉球放送の中継をそのままJRNナイター全国中継（メインカードは「広島対巨人」）の予備カード扱いとして最後位の第5予備とした（NRNナイター担当のニッポン放送も京セラドーム大阪での「オリックス対楽天」（第2予備・MBSラジオ）より後位の第3予備だったため、実質音源制作のための待機のみだった）。但し、29日についてはTBSラジオも巨人戦の終了後に飛び乗り、21:54（7回表終了）まで放送した。
余談だが、RBCiラジオがこの試合を放送した関係で、30日にTBSラジオで放送された「広島対巨人」はJRNナイター全国中継扱いでありながらTBSラジオ単独放送となり、非常に珍しい「中国放送制作による関東ローカルの中継」となった（中国放送はNRN向けを放送）。
2011年7月5・6日の横浜対広島戦の中継
5日の試合は中継担当局であるTBSラジオが琉球放送制作の中継とは別に乗り込んで中国放送へ裏送りした。予備試合への組み入れもTBSラジオ制作分とされたため琉球放送は完全なローカル中継となった（6日の試合では中国放送はNRN系列の中継をネットするためニッポン放送制作の裏送りで中継している）。また、この両日はJRNが「中日対阪神」（ナゴヤドーム）、NRNが「ヤクルト対巨人」（5日・静岡草薙、6日・神宮、予備は「中日対阪神」）をメインカードとしたため、このカードが全国中継として放送されることは無かった。なお、6日は中国放送への配信の必要がないTBSラジオが予備待機を行わず、琉球放送の中継がJRNの第3もしくは第4予備とされていたため、前年同様にTBSラジオのみ、中日戦終了後に琉球放送による中継の一部が流された。
2012年6月26・27日のDeNA対ヤクルト戦の中継
2010年の同一カード同様に、両日とも、琉球放送の中継がそのままJRNナイター全国中継（メインカードは「広島対巨人」）の最後位の第5予備カード扱いとされ（NRNナイター担当のニッポン放送もナゴヤドームでの「中日対阪神」（第1予備・東海ラジオ制作）より後位の第2予備で、実質音源制作のための待機であった）、メインカード終了後にTBSラジオのみ琉球放送による中継の一部が流された。最大延長は22:30まで取られていたが、両日とも延長枠に収まらなかった。
これに伴い、27日のTBSラジオの「広島対巨人」はJRNナイター全国中継扱いでありながら、TBSラジオ単独放送となった。
2013年7月9・10日の阪神対中日戦の中継
2013年の自社制作の中継は、解説は両日とも佐久本昌広、実況は9日が土方、10日片野が担当した（なお、片野にとっては初のプロ野球実況となった）。 当番組は本年から21時以降の延長オプションを廃止していたが、この沖縄2連戦については試合終了まで（9日は22:40まで、10日は22:30まで）延長して放送された。またテレビでも10日はRBCテレビが自社制作中継を行った（解説〈中継中では特別ゲストと紹介〉：大城祐二、実況：土方浄）。
当日のJRN向け音源は、中継担当局であるABCラジオが制作し、CBCラジオにもネットの上で最後位の第5予備の扱いとなった。このためこの年のRBCiラジオの中継は完全ローカル扱いとなった。また両日のJRNは「DeNA対広島（TBSラジオ制作）」がメインカードとされた。一方、NRNも中継担当局であるMBSラジオが制作し、東海ラジオにもネットの上で第2予備の扱いとなった（メインカードは「巨人対ヤクルト（ニッポン放送制作）」）。
2014年7月8・9日のDeNA対巨人戦の中継
巨人戦であるため、JRN・NRNとも本番カードとなり、それぞれ中継担当局のTBSラジオ・ニッポン放送が沖縄に解説者とアナウンサーを派遣して全国向けに制作した。RBCiラジオはTBSラジオの音源を活用せず、例年通り自社制作で対応するが、この関係で両日とも完全に沖縄ローカルの中継となる。なお、前年からレギュラーの中継は19:00放送開始となっているが、この2連戦は18:30からに放送時間を拡大した。
しかし、7月8日については、台風8号の接近のため前日に試合中止が発表された。このため、RBCはTBSラジオほかJRN各局ともども、JRN第1予備カードである「阪神対広島」（ABCラジオ制作）に振り替え、放送時間は18時30分からとするが延長なしになった。
ラジオ沖縄はこの年の中継日程に準拠し9日（水曜日）のみ、ニッポン放送制作の音源をネットして放送した。
2015年6月30・7月1日のDeNA対中日戦の中継
今回はJRNが本番カードとなり、中継担当局であるTBSラジオが沖縄に解説者とアナウンサーを派遣して全国向けに制作した。そのためRBCiラジオは両日とも完全に沖縄ローカルの中継となり、18:30からに放送時間を拡大して中継された。
ラジオ沖縄はこの年から水曜日のナイター中継を廃止したため、ナイター中継自体を行わない。
2016年6月28・29日のオリックス対楽天戦　
2010年以降では初めてのパ・リーグの試合。RBCiラジオはこの年より定時の中継が火曜のみとなったが、両日ともRBCiラジオでの放送が行われた。中継担当局であるABCラジオ・MBSラジオは両局とも自社の本番カードに阪神戦を優先しているため、2局の乗り込みは行われず、JRNについてはRBCの中継をそのままJRNナイター全国中継（メインカードはTBS制作の「巨人対中日」）の予備カード扱いとしてそれぞれ最後位の28日は第4予備、29日は第5予備とした。またNRNでも当該試合は最後位の28日第4予備・29日第5予備で、NRNとしての音源は事実上制作されない。
28日の第1戦は解説に糸数敬作を起用、実況を片野が担当しTBCラジオとの2局ネットで中継。第2戦は単独放送で、解説をオリックスOBの石嶺和彦、実況を土方が担当する。
2017年6月27・28日の西武対ロッテ戦
27日の第1戦は前年に続いて糸数を起用し、実況を片野が担当であったが試合途中にノーゲームとなった。28日の第2戦は竹岡和宏を起用し、実況を土方が担当した。いずれもRBC単独放送でJRNの予備カードに組み込まれた。また、28日はRBCテレビでも『水トク!』枠を利用して中継した。なお、NRNはニッポン放送が素材収録要員としてアナウンサーを派遣している（両日とも洗川雄司が担当）、その他、西武主催のため文化放送も『文化放送ライオンズナイター』で2日間とも自社制作を実施した。
2018年6月26・27日の日本ハム対ソフトバンク戦
26日の第1戦は解説にHBCから派遣の大宮龍男を起用し、実況を土方が担当。27日の第2戦は解説に日本ハムOBの糸数を起用し、実況を片野が担当。両日とも日本ハムリポーターはHBCラジオから派遣の渕上紘行、ソフトバンクリポーターはRBCiラジオが担当した。また、27日はRBCテレビ・HBCテレビでもそれぞれ別制作で『水トク!』枠を利用して中継した（26日はHBCテレビとTVQ九州放送がそれぞれ別制作で中継）。なお、他球場速報は速報音無しで、18:20からネット局に向けて配信した（10分間はRBCiラジオから裏送り）。
いずれの試合も本来の中継担当局であるHBCがRBCからネットしたほか、この年からJRNナイターが事実上廃止された関係もあり、CBCも放送権の関係（NRN独占）で中継不可である「ヤクルト対中日」があるため両日ネットした。TBCも経費の都合で裏送り依頼を休止している「ロッテ対楽天」が当該日にあるため26日のみネットする。また、対ソフトバンク戦であるため、RKBラジオもネットし、RBCラジオ・HBCラジオ・CBCラジオ・RKBラジオとの4局ネット（26日はTBCラジオ・KRYラジオ・NBCラジオ・RKKラジオ・OBSラジオ・MBCラジオも加えてJRN10局ネット）となった。また、NRNは中継担当局であるSTVラジオが沖縄に乗り込み自社制作を行い、KBCラジオにもネットした。
2019年5月21・22日の西武対ソフトバンク戦
21日の第1戦は解説に大野を、22日の第2戦は解説に糸数を起用し、実況は2試合とも片野が担当。両日とも西武リポーターはRBCiラジオが担当、ソフトバンクリポーターはRKBラジオから派遣の三好ジェームス。今回はRBCiラジオでも18:20から中継開始した。また、22日はRBCテレビでも『水トク!』枠を利用して中継した。
いずれの試合もRKBにネットされ、21日はKRYラジオ・NBCラジオ・RKKラジオ・OBSラジオ・MBCラジオも加えてJRN7局ネットとなった。また、文化放送も沖縄に乗り込み『ライオンズナイター』で2日間とも自社制作を行い、NRNのKBCラジオにネットした。
2020年
当初の日程発表時点では日本ハム対ソフトバンク戦の開催予定が組まれていた（7月4・5日）が、2019年コロナウイルス感染症による影響により沖縄での開催が行われなかった。
2021年7月3・4日の日本ハム対ソフトバンク戦
3日の第1戦は解説が大野、4日の第2戦は解説が糸数、実況はいずれの試合も片野が担当し、2年前と全く同じ顔触れとなった。なおリポーターは、両日ともに鎌田が両ベンチを担当。これまでと異なり、RKBラジオとHBCラジオのどちらからもアナウンサーの派遣が行われなかった。通常であれば今回も18:30の試合開始予定だったが、新型コロナウイルス感染拡大の影響で、開始時間が45分早まり17:45からとなった。そのため当番組も放送開始時間が大幅に早まり、17:30から中継を開始された。
2試合とも本来の中継担当局であるHBCラジオ、及びRKBラジオにネットされた。また2010年以降では初めて週末に開催されるためLF - MBSの2局ラインにも組み入れられ、4日（日曜）については、ニッポン放送とMBSラジオも「DeNA対巨人」の第1予備として編成された。一方でNRNはSTVラジオが沖縄に乗り込み、KBCラジオに向けた裏送りを行った。なお、NRNでは3日は「DeNA対巨人」が本番、第1予備が「西武対オリックス」のため（ともに文化放送制作）、屋内球場より下位の第2予備扱いとなっていた。4日はKBCラジオがこの試合を放送するのみのため、NRNとしての放送順位は明確にされていなかった。
2022年4月12・13日の巨人対DeNA戦（中継なし）
この試合は、読売新聞社・日本テレビの主催、那覇市・読売巨人軍那覇協力会・琉球新報社の共催により行われることとなっており、琉球放送が関わっていないことから、野球中継を行わない。また琉球新報社と協力関係にあるラジオ沖縄での放送も通常野球中継が金曜日のみネットの原則通りとなり、両日とも行わず、後述のニッポン放送の中継に対する技術協力にとどまった。
NRNではニッポン放送が自社で乗り込んで全国中継として制作するが、12日は名目上全国中継扱いながら、事実上ニッポン放送のローカル放送となった。そのため、沖縄で中継を聴くにはradikoプレミアムへの加入あるいは遠距離受信のどちらかになった。
2022年5月17・18日の西武対ソフトバンク戦
こちらのカードは2010年以降の公式戦開催と同様、琉球放送の主催により開催。17日の第1戦は解説・石嶺、実況・片野（18日のテレビ中継も）が、18日の第2戦は解説・大野、実況・鎌田がそれそれ担当。リポーターはRBC側からは第1戦・鎌田、第2戦・本行が担当し、18:20から中継。また、18日はRBCテレビでも中継された。
いずれの試合もRKBにネットされ、17日はKRYラジオ・NBCラジオ・RKKラジオ・OBSラジオ・MBCラジオも加えてJRN7局ネットとなった。また、NRNはニッポン放送が2019年と同様に西武主催かつ地方開催であることを考慮して制作対応を取らず、予備順位を屋内球場より下位かつ第5予備（最後位）と設定したことに従い、文化放送が『ライオンズナイター』およびNRN第5予備扱いとして沖縄に乗り込み自社制作を行い、KBCラジオにネットした。
2023年6月27・28日の西武対日本ハム戦
第1戦では初めて解説に大嶺祐太が出演し、実況を片野が担当。第2戦は解説を大野、実況を鎌田が担当。リポーターは2試合とも本行が担当。当該試合はHBCラジオにネットした。27日は楽天とソフトバンクが移動日であることから、TBCラジオ・RKBラジオ・KRYラジオ・NBCラジオ・RKKラジオ・OBSラジオ・MBCラジオも加えてJRN9局ネットでの放送となる。また、NRNは昨年同様の中継体制を採用し、文化放送が『ライオンズナイター』およびNRN第5予備（28日）扱いとして沖縄に乗り込み自社制作を行い、STVラジオにネットした。
2024年5月14・15日のオリックス対ロッテ戦
第1戦は大嶺が、第2戦は石嶺が解説を、実況は2戦とも片野が担当。また前年同様、リポーターは2試合とも本行が担当した。関東圏本拠のロッテとの対戦のためRBCローカルでの放送となるが、JRN系列でのネット局（両日ともHBCラジオ・RKBラジオ・CBCラジオ・ABCラジオ、14日のみTBCラジオ・KRYラジオ・NBCラジオ・RKKラジオ・OBSラジオも）が本番で放送する中日対阪神戦のうち、14日はRKBラジオ・KRYラジオ・NBCラジオ・RKKラジオ・OBSラジオが予備カードとして設定した（他各局はスタジオ番組などを編成）。一方NRNではセ・リーグが全試合屋外開催の14日にMBSラジオが解説者（太田幸司）込みでの、屋内球場より下位の15日に実況（前日に続いての近藤亨）のみでの予備待機を実施する。なお第2戦のみRBCテレビでも中継した（解説:大嶺、実況:鎌田、リポートは本行がラジオと兼任）。
2025年7月1・2日の西武対オリックス戦
第1戦は大嶺が、第2戦は石嶺が解説を担当。リポートは2試合とも神谷が担当し、実況は第1戦が片野で第2戦は鎌田の担当だった。NRNは2022・2023年同様の中継体制を採用し、文化放送が『ライオンズナイター』及びNRN第5予備扱い(2日)として沖縄に乗り込み自社制作。なお第2戦は昨年同様にRBCテレビでも中継（出演者はいずれも第1戦のメンバーで、リポートの神谷はラジオ兼任となった）。

## オープン戦の放送実績
2012年のオープン戦は、2月19日の巨人×阪神(朝日放送ラジオ制作。解説:矢野燿大、実況:清水次郎)、25日のDeNA×巨人(自主制作 解説:大野倫 実況:土方浄)ともに、沖縄セルラースタジアム那覇から放送した。
2018年のオープン戦は、2月25日のDeNA×楽天（自主制作。解説:石嶺和彦、実況:片野）をアトムホームスタジアム宜野湾から放送した。
2019年のオープン戦は、2月24日のDeNA×広島（自主制作。解説:運天ジョン・クレイトン、ゲスト：ぎぼっくす〈ノルウェースウェーデン〉、実況:片野 リポーター：佐藤文康〈TBSラジオ〉）をアトムホームスタジアム宜野湾から放送した。

## 試合終了後の番組
- 当番組の放送カードの試合展開には一切関係なく延長オプションがないため21:00から後番組「団塊花盛り!」の放送が始まっていた。
  - レギュラー放送枠が終了した2017年時点

- ただし、沖縄での試合開催時は延長オプションが組まれている。最大延長は各年の編成により異なり、おおむね22:00から23:00の間で設定されている。

## 備考
- ラジオ沖縄（ROK）の「ROKゴールデンナイター」共々、全国ネットスポンサーに加えて、オリオンビールなど地元のローカル企業をスポンサーに付けていた（末期はオリオンビールのみ）。
- "エキサイトナイター”のタイトルロゴはかつてTBSラジオの「ステレオエキサイトナイター」（1992年～1999年）時代から使われていたものと同じものが使われており、TBSラジオがタイトル変更（ザ･ベースボール→エキサイトベースボール）後もそのまま使用している。一時期CM明けのジングルの中でポルノグラフィティのネオメロドラマティックが使われていた時期があった（リリース時期から考えると2005年頃だと思われる）が現在はなくなっている。
- 水～金曜（この曜日はプロ野球球団のない地方局ではNRN系のネットを受ける局が大多数）にJRNのナイター中継を放送する局はTBSラジオとRBCiラジオ以外に、HBC・CBC・ABC（水・木曜）・MBS（金曜）・RKBが該当するが、いずれの局も地元球団のカードを優先するため、在京5球団に広島・楽天（RCC・TBCがJRNラインを裏送りとするため）を加えた7球団のうちの2球団同士の試合だと、TBSラジオとRBCiラジオの2局相互ネットとなることが多い。さらには聴取率調査期間などの理由でTBSラジオ（及び対戦相手地元局）が自局向けを全国向け中継とは別に制作した場合、前述したようにJRNナイター全国中継扱いでありながらRBCiラジオのみの放送となり、実質的な沖縄ローカルの中継となる。このような状況が発生したのは日本ハムファイターズが北海道に移転した2004年からで、1998～2003年は最低でもRBCとHBCの2局がJRN全国中継を放送していた（1997年以前は岡山のRSKがJRN単独系列だったため、HBC・RSK・RBCの3局ネットだった。さらに福岡に球団がなかった1988年シーズン迄はRKBも加わっていた）。
  - 2010年度に上記の形で事実上の沖縄ローカル中継となった事例は、6月24日（木）の「中日×横浜」（CBCラジオが自局向けと地方向けを二重制作、かつTBSは現地乗り込みのローカル放送。阪神の試合がないABCも特番放送のためネットせず）と、8月27日（金）の「広島×巨人」（RCC裏送り。TBSは現地乗り込みのローカル放送）の2例である。ただし後者は同日の「ヤクルト×阪神」の早終了のため、MBSが一部時間帯のみネットした。また、2011年も8月26日（金）の「広島×巨人」（RCC裏送り。TBSは現地乗り込みのローカル放送）が事実上の沖縄ローカルになるところであったが、同日の「横浜×中日」が中止となったため、CBCとRBCの2局ネットの放送となっている。
  - また、2013年6月12日・13日の全国放送用の中継カード「オリックス対巨人」はABCラジオ制作でありながら、ABCでは阪神戦優先、TBSラジオはABC協力の自社制作、その他のJRNシングルネット局も地元勢の試合を優先（クロスネット各局はNRN=MBS裏送り製作を放送）したため、事実上RBC向けだけの放送であった。さらに18時台と21時以降はRBCも中継を止めているため、素材収録同然の状態となっている。13日のみ阪神戦が早く終わったため、20:30頃からABCも自社第1予備の扱いで中継に加わり2局ネットとなったが、RBCともども定刻で終了した。
- 2010年よりキー局のTBSラジオが土曜日と日曜日のナイター中継を取りやめたため、それに従う形で平日だけの放送となった。土曜日と日曜日のナイター枠だった時間帯は2010年はそのままTBSラジオのネット番組を行ったが、2011年からは完全にRBCiラジオ独自の編成となる。
- 日本シリーズ中継は2008年度を最後にネットしていない。ラジオ沖縄も日本シリーズ中継を行っていないため、沖縄地区ではNHKラジオ第1放送でしか中継を聴取することができない。
- 2017年限りでTBSラジオからのJRNナイター配信が終了されたことに伴い、最後まで残っていた火曜日の中継も終了、レギュラーのプロ野球中継枠は全廃された。2022年時点でAMラジオ局でレギュラーのプロ野球中継枠を持たないのはTBSラジオ・当局・ラジオ大阪（OBC）・LuckyFM（OBC・LuckyFMはNRNシングルネット局）の4局となる。